# حرکت (هنرهای تجسمی)
حرکت در هنرهای تجسمی ممکن است با نقطه یا خط ایجاد گردد و به شکل‌های مختلفی مطرح شود. اندازه و مقدار حرکت ممکن است کوچک بزرگ پهن باریک تابیده و رشد یابنده باشد. شکل حرکت نیز ممکن است به صورت راست مدور مستقیم زیگزاگ مارپیچی گرد و تودرتو وجود داشته باشد. وضعیت و جهت آن نیز از جانب راست به چپ یا بالعکس از بالا به پایین از اطراف به جانب مرکز یا به همه جهات باشد. علاوه بر این حرکت ممکن است از نظر تعداد مدنظر قرار گیرد. حرکت که به وسیله عناصر تصویری ایجاد می‌گردد دارای انرژی تصویری است که بستگی به شدت عمل مواد طراحی و طراح و فعل طراحی دارد. فعال تر از نقطه خط می‌باشد که مهم‌ترین عنصر تصویری است و جلوه‌های مختلف حرکت را به وجود می اورد. اغلب تجربه‌های مستقیم حرکت زمانی اتفاق می‌افتد که چشم یک جهت خطی را دنبال می‌کند. این مورد ممکن است در سطح دوبعدی و در روی صفحه‌ای واقع شود یا اینکه در فضای سه بعدی ایجاد گردد. در هر صورت همواره حرکت در مسیرهای خطی مستتر است. خط کناره یا پیرامون اشکال یا احجام خود مسیر خطی را مشخص می‌کند که به هنگام مشاهده آن برای بیننده احساس حرکت را ایجاد می‌کند.

## تاریخچه
یکی از مشخصه‌های طبیعت و زندگی حرکت و تغییر است و جهان پیرامون ما از تحرکی درونی برخوردار است. ما نیز به عنوان جزئی از این طبیعت دائم در حال تغییر می‌باشیم و تحمل یک وضعیت ثابت برایمان دشوار است. به طوری که حتی در حالت خواب نیز وضعیت مان را تغییر می‌دهیم. به همین دلیل هنرمندان از دیرباز علاقه‌مند به بیان و ثبت حرکت در اثارشان بودند و این امر به شیوه‌های مختلف در اثار هنری به چشم می‌خورد. مسئلهٔ حرکت در اثار نقاشی دوران گذشته کم و بیش مطرح بوده‌است چنان که در اثار حجاری شده مصر باستان نقاشی‌های دوره بیزانس و خصوصاً اثار دوره رنسانس می‌توان این مسئله را به صورت روشن تری مشاهده کرد.

## تعریف
هر ماده‌ای در ذرات خویش در حرکت و تکاپوست و هر موجودی در طبیعت از تحرکی درونی برخوردار می‌باشد. انسان نیز خود هم در ظاهر و هم در باطن مرتباً درحالت تحول و دگرگونی بوذه هیچگاه در لحظه‌ای از زمان و مکان ثابت و ایستانیست. در این رابطه دانشمند المانی مینکوسکی در کتاب اصول نسبیت می‌گوید هرگز کسی مکان معینی را مگر در زمانی معین و زمان معینی را مگر در مکان معین ندیده است. دستگاه بینایی نیز که از سیستم بسیار پیچیده‌ای شکل گرفته تحریک‌ها و دریافت‌های حسی پی در پی خود را مرتباً با حرکت و تکاپوی درونی انطباق می‌دهد و رویدادهای خارجی و دنیای عینی را به صورت خاطره و تجربه‌های بصری در حافظه ثبت می‌کند. اما ثبت هر نمونه عینی حتی اگر به ظاهر ساکن و بدون حرکت باشد بعلت ارگانیسم پویا و زندهٔ وجود انسان در هر لحظه از زمان حالتی متفاوت با لحظه‌های دیگر خواهد داشت. با بررسی مجدد و بازبینی مفاهیم قدیمی نسبت به سکون و ایستایی عناصر طبیعی درک تازه‌ای از حرکت درونی پدیده‌ها و دنیای عینی به وجود امد و در نتیجه موجب گشودن دیدگاه‌های جدیدی در عالم هنری خصوصاً نقاشی گردید. ثبت احوادث و بازنمایی صحنه‌های طبیعی با  پرسپکتیو خطی و ایجاد سایه روشن‌هایی که بعد کاذب ایجاد می‌کند فضایی را به وجود می اورد که فقط لحظه‌ای از زمان را نشان می‌دهد. بدین ترتیب گویی هر چیزی در یک لحظه از زمان و در یک نقطه از مکان توقف کرده‌است. اما با توجه به این نکته که هر چیزی اعم از ثابت و ساکن در درون خود پویاست و علاوه بر این محیط زندگی انسان امروزی نیز تحت تأثیر پیشرفتهای علمی و تکنولوژی دستخوش تحرک و جنبش زایدالوصفی شده‌است دیگر روش‌های قدیمی نمی‌تواند نمایشگر عالم حاضر باشد. به همین جهت است که ضرورت یافتن راه‌ها و روش‌های جدید معلوم می‌گردد.
امروزه پیرامون ما را فضاهای مختلف شهری احاطه کرده‌اند و ماشین‌ها مغازه‌ها اجناس رنگارنگ و سیستم‌های ارتباطی مدرن عمومیت یافته‌اند. در نتیجه نمی‌توان مانند گذشته ارزیابی و سنجش را انجام داد و امروزه که تا حدودی عمق پدیده‌ها برای انسان شناخته شده و حرکت نظر همه را جلب کرده مهم‌ترین بیان هنری زمانه را به عهده گرفته‌است.

## انرژی حرکت
هرعنصرتصویری ممکن است انرژی حرکت را کم و بیش داشته باشد. برای مثال در شکل مثلث انرژی حرکت به جانب قطرهای کوچک و بزرگ آن در جریان است.
عناصر تصویری که به صورت مشابه تکرار می‌شوند و نتیجه تصویری ان به طریقهٔ استروبوسکوپی تجربه و عملی می‌گردد مفهوم حرکت را به خوبی نشان می‌دهد. ممکن است تکرار تصاویر به صورت ریتمیک انجام شود در این حالت نیز جلوهٔ حرکت به خوبی مشهود است. از این خاصیت نقاشان فوتوریست به خوبی بهره گرفته‌اند. فوتوریست‌ها می‌خواستند هنر را به زندگی نزدیکتر کنند. معتقد بودند برای تجسم پویایی باید بر نور و حرکت تأکید کرد. این نقاشان برای نمایش مفهوم حرکت یا تکرار حالت‌های مختلف جسم بر روی سطح مجموعه‌ای از حالت‌های ثابت را مکرراً در کنار هم طرح نمودند و پیوندی تازه و هماهنگ بین قسمت‌های شکل‌ها ایجاد کردند و به موقعیت فضایی تازه‌ای که نمایشگر نیرو و جنبشی تصویری بود دست یافتند. این نقاشان ارزش‌های پویا دینامیک را اصل خلاقیت هنری خود قرار داده و بدین ترتیب اصل سکون استاتیک را از بین بردند و شکل جدیدی از فضا را نشان دادند.
مفهوم حرکت در سایر عناصر تجسمی و تصویری نیز قابل ادراک است. هر سطحی می‌تواند پویا و دارای انرژی حرکت باشد از جمله سطح مربع که ایستاست. هرگاه مربع تبدیل به لوزی شود حالتی پویا به خود می‌گیرد. مثلث نیزنسبت به مربع سطحی پویاست و مثلث متساوی‌الساقین نسبت به مثلث متساوی الاضلاع پویاتر می‌باشد. دایره سطحی است ایستا و انرژی تصویری ان از مرکز به تمام نقاط پیرامونی یکنواخت وجود دارد و نسبت به هر نیرویی که از یکطرف به آن وارد شود بسیار حساس بوده و به حرکت در می‌آید. در مقابل شکل بیضی دارای جلوه‌ای پویا از درون می‌باشد و نسبت به هر نیرویی که از خارج به آن وارد شود مقاوم است. پویایی شکل بیضی در مقایسه با دایره محسوس است.
حرکت موجود در یک اثر تجسمی بیشتر بر پایهٔ حافظه و تجربه بصری شکل می‌گیرد. وقتی ما شکلی را در وضعیت ناپایدار می‌بینیم منتظر تغییری قریب‌الوقوع هستیم.

## نمایش حرکت
نمایش حرکت به سه طریق انجام می‌شود:
- ایجاد حرکت به وسیله تکرار:

این شیوه از قدیم برای القای حرکت استفاده می‌شده‌است برای مثال در غار آلتامیرا در اسپانیا برای نمایش حرکت حیوانی را با سم‌های متعدد نقاشی کرده‌اند. نقش برجسته‌های ایران و مصری نیز گواه مناسبی برای توجه به حرکت در تاریخ است.الکساندر کالدر یکی از اولین هنرمندانی بود که به صورت جدی مسئلهٔ حرکت را مد نظر و هدف کار خود قرار داد.
- ایجاد حرکت به وسیله برش

راه دیگر ایجاد حرکت در هنرهای تجسمی برش شکل در حال حرکت است. این شیوه در تصاویر داستان‌های مصور (کمیک استریپ) بسیار مورد استفاده قرار می‌گیرد.
- ایجاد حرکت به وسیله محو کردن لبه‌های تصویر

در عکاسی از یک موضوع متحرک اگر هدف تأکید بر حرکت باشد معمولاً عکس با سرعت پایین و دوربین متحرک گرفته می‌شود و نتیجه آن خطوط محو لبه‌های تصویر است که به بیان حرکت بسیار کمک می‌کند. در آثار طراحی و نقاشی نیز می‌توان با محو کردن خطوط لبه‌های تشکیل دهنده شکل حرکت به وجود اورد.